# Musaba Selemani
Musaba Selemani (Bujumbura, 25 mei 1985) is een Burundees voetballer, die als middenvelder onder meer bij RFC Luik, SK Londerzeel en FC Brussels speelde. In 2002 speelde hij twee interlands in het Burundees voetbalelftal. Tot zijn achttiende speelde Selemani in eigen land, waarna hij enkele (semi-)professionele voetbalclubs aandeed in België en in het seizoen 2009/10 uitkwam voor amateurclub HSV Hoek in de Nederlandse Hoofdklasse.